# Recurso de amparo
El amparo es una acción o un recurso, dependiendo de la legislación del país de que se trate, que tutela los derechos constitucionales del ciudadano, y del que conoce un tribunal específico como un Tribunal Constitucional, Corte Suprema, o bien un juez tribunal ordinario, según lo dispuesto en la legislación procesal de cada país. El amparo cumple una doble función: de protección al ciudadano en sus garantías fundamentales y a la propia constitución al garantizar la inviolabilidad de sus preceptos ya sea por normas generales contrarias a dichos preceptos o por actos de autoridad que vulneren el contenido o los derechos fundamentales reconocidos en la Constitución.
Según el Derecho procesal de cada país, el amparo puede garantizarse a través de una acción jurisdiccional o a través de un recurso procesal.
Como acción, el amparo consiste en proteger, de modo originario iniciando el proceso, todos los derechos diferentes a los que se encuentren regulados especialmente por la misma constitución o por una ley especial con rango constitucional, como por ejemplo el derecho a la libertad física o ambulatoria (este derecho se encuentra protegido específicamente por el habeas corpus). Así como el habeas corpus garantiza el ejercicio de la libertad física o ambulatoria, o como el habeas data garantiza la libertad de disponer de la información propia, el amparo tiende a garantizar cualquiera de los demás derechos fundamentales que no se encuentren regulados especialmente. De modo que puede recurrir a esta acción quien se vea privado de ejercer cualquiera de los derechos reconocidos expresa o implícitamente por la Constitución, una ley o, en su caso, en tratados internacionales.
Como recurso, el amparo es una garantía procesal añadida para el ciudadano. Si bien cualquier órgano judicial tiene la obligación de hacer cumplir la legislación, cuando se hubiese finalizado la vía judicial ordinaria y el ciudadano estimase que se han vulnerado sus derechos fundamentales podrá interponer un recurso de amparo ante el órgano judicial competente.[cita requerida]
Tiene por antecedentes una ley visigoda en Castilla: el fuero Juzgo y las leyes Castellanas empezando por las Siete Partidas. También los recursos contra los actos del poder utilizados en la baja Edad Media. De ahí, pasan al Virreinato de Nueva España (México), en donde hay un amparo colonial.

## Regulación por países
El nombre que recibe este recurso puede variar, así en Bolivia (antes se denominaba: “Recurso de Amparo”), Ecuador, Perú y Venezuela se denomina “acción de amparo”, en Colombia “acción de tutela” y en Brasil “mandato de seguridad”; llegando inclusive a pensarse en su momento que al recurso que se interpone ante la Corte Interamericana de Derechos Humanos, se lo podría denominar “amparo interamericano”.

### Argentina
Es a partir del año 1957, e incluso sin existir ley alguna en el orden federal, que el amparo quedó reconocido —pretorianamente— como una garantía arraigada en la Constitución Nacional de la República Argentina. El reconocimiento fue hecho por la Corte Suprema de Justicia de la Nación en el caso "Siri" con el antecedente del caso "San Miguel" de 1950 con fallo en disidencia del Dr. Tomás D. Casares. La Corte determinó en ese momento que, ante la comprobación de una violación flagrante a una garantía constitucional, "basta esta comprobación inmediata para que la garantía constitucional  invocada sea restablecida por los jueces en su integridad, sin que pueda alegarse en contrario la inexistencia de una ley que la reglamente: las garantías  individuales existen y protegen a los individuos por el solo hecho de estar consagradas por la Constitución e independientemente de las leyes reglamentarias, las cuales sólo son requeridas para establecer en qué caso y con qué justificativos podrá procederse a su allanamiento y ocupación", como dice el art. 18 de la Constitución a propósito de una de ellas".  De esta manera se lo admitió por vía de acción, con el trámite propio del hábeas corpus, pero extendiendo su alcance a cualquier garantía constitucional. Al año siguiente el caso "Kot" añadió nuevos elementos de procedencia de la acción de amparo. 
En 1966, se dicta la ley 16.986, sobre amparo contra actos estatales, y en 1968 —por la ley 17.454— se incorporó al Código Procesal Civil y Comercial de la Nación el amparo contra actos de los particulares.
Finalmente, la acción de amparo recibió rango constitucional, cuando fue introducida en la Constitución Nacional en la reforma de 1994, creándose un Segundo Capítulo en la Primera Parte de la misma, titulado Nuevos derechos y garantías. 
Artículo 43 (primer párrafo): Toda persona puede interponer acción expedita y rápida de amparo, siempre que no exista otro medio judicial más idóneo, contra todo acto u omisión de autoridades públicas o de particulares, que en forma actual o inminente lesione, restrinja, altere o amenace, con arbitrariedad o ilegalidad manifiesta, derechos y garantías reconocidos por esta Constitución, un tratado o una ley. En el caso, el juez podrá declarar la inconstitucionalidad de la norma en que se funde el acto u omisión lesiva.
A esto cabe agregarle las numerosas Constituciones y leyes provinciales que regulan esta garantía en sus respectivas jurisdicciones.

### Chile
El recurso de amparo es una acción constitucional que cualquier persona puede interponer ante los tribunales establecidos por la ley, a fin de solicitar que se adopten inmediatamente las providencias necesarias para restablecer el imperio del derecho y asegurar la debida protección al afectado, dejando sin efecto o modificando cualquiera acción u omisión arbitraria o ilegal que importe una privación, perturbación o amenaza a la libertad personal o seguridad individual, sin limitaciones y sin que sea trascendente el origen de dichos atentados. 
El recurso destinado a la tutela de los derechos constitucionales, cuando no existe privación, perturbación o amenaza a la libertad individual es denominado Recurso de Protección.
El recurso de amparo es una manifestación de las facultades conservadoras de los tribunales de justicia, pues busca restablecer el imperio de los derechos constitucionales de la libertad personal y seguridad individual.
Se encuentra regulado en el artículo 21 de la Constitución Política de la República; en los artículos 306 al 317 del Código de Procedimiento Penal y en el Auto Acordado de la Corte Suprema sobre Tramitación y Fallo del Recurso de Amparo, del año 1932.
El Código Procesal Penal no regula el recurso de amparo, sin embargo, establece una figura autónoma denominada amparo ante el juez de garantía. Su reglamentación se encuentra en el artículo 95 del citado cuerpo legal.

### Colombia
Es el mecanismo instituido en la Constitución política de Colombia para amparar o proteger los derechos constitucionales fundamentales de los individuos, cuando quiera que éstos resulten vulnerados o amenazados por la
acción o la omisión de cualquier autoridad pública. La acción de tutela se encuentra consagra en la Constitución Política Colombiana en su artículo 86.

### España
El recurso de amparo constitucional, en España, es la vía de recurso que se interpone ante el Tribunal Constitucional frente a las vulneraciones de los derechos fundamentales recogidos en los artículos 14 a 29 y en el 30.2 de la Constitución, causadas por disposiciones sin rango de ley, actos jurídicos o vías de hecho del Estado, las comunidades autónomas y demás entes públicos institucionales o corporativos.

### México
La figura del amparo es mencionada por primera vez en la legislación mexicana, en el Acta Constitutiva y de Reformas de 1847, en la que se restauró la vigencia de la Constitución de 1824 que constituía a la República Mexicana como una federación.
La península de Yucatán, en su descontento por el régimen centralista enmarcado en la Constitución de 1836, entonces vigente, comúnmente conocida como Las Siete Leyes de 1836, amenazó con su intención de separarse de la República mexicana. Con la consiguiente preocupación, se le otorgó la facultad de legislar su propio régimen jurídico, como si se tratase de un Estado federalista, dando origen a la Constitución de Yucatán del 31 de marzo de 1841.[cita requerida]
Esta constitución tuvo a bien recoger un proyecto en el artículo 53, elaborado por Manuel Crescencio Rejón, que expresaba textualmente:

Corresponde a este tribunal la Corte Suprema de Justicia reunido: 1º. Amparar en el goce de sus derechos a los que pidan su protección contra las providencias del Gobernador o Ejecutivo reunido, cuando en ellas se hubiese infringido el Código Fundamental o las leyes, limitándose en ambos casos a reparar el agravio en la parte que procediere".

Así se habló por primera vez, en el derecho legislado, del amparo decretado por órganos jurisdiccionales para combatir agravios contra las garantías individuales, en el proyecto de Rejón y en la Constitución yucateca de 1841.[cita requerida] Posteriormente, también en Yucatán, tuvo lugar la primera sentencia de amparo conocida como Amparo Valay (o Balay).
El Acta de Reformas de 1847 también añadió algunos puntos importantes a la Constitución de 1824, entre los que se encuentran la incorporación de algunos derechos individuales en su artículo quinto:
Art. 5º: Para asegurar los derechos del hombre que la Constitución reconoce, una ley fijará las garantías de libertad, seguridad, propiedad e igualdad de que gozan todos los habitantes de la República, y establecerá los medios de hacerlas efectivas.
Y la instauración del recurso de amparo en su artículo vigésimo quinto:
Art. 25º: Los Tribunales de la Federación ampararán a cualquiera habitante de la República en el ejercicio y conservación de los derechos que le concedan esta Constitución y las leyes constitucionales, contra todo ataque de los Poderes Legislativo y Ejecutivo, ya de la Federación, ya de los Estados; limitándose dichos tribunales a impartir su protección en el caso particular sobre que verse el proceso, sin hacer ninguna declaración general respecto de la ley o del acto que lo motivare.
Con base en este artículo, el 13 de agosto de 1849 se dictó la primera sentencia de amparo, conocida como Amparo Verástegui. Esta primera sentencia fue dictada aplicando directamente la Constitución, pues no se contaba con legislación secundaria para el procedimiento de amparo.
Posteriormente, la Constitución Federal de los Estados Unidos Mexicanos de 1857, reitera el derecho de los ciudadanos a ser amparados por los Tribunales, para proteger sus garantías individuales.
Este juicio es reglamentado finalmente en la "Ley Orgánica Constitucional sobre el Juicio de Amparo" de 20 de enero de 1869, siendo ésta una aportación de México al Mundo.
En México, en La Constitución Política de los Estados Unidos Mexicanos de 1917 las sentencias en el amparo, a diferencia de otros países, no tiene efectos generales, y solo afectarán a las partes que intervinieron en este, pues está configurado como un verdadero juicio.
En 2013, se abrogó la Ley de Amparo de 1936, reglamentaria de los Artículos 103 y 107 constitucionales, creándose una nueva Ley de Amparo y reconociendo expresamente la procedencia del juicio de amparo en contra de actos positivos, negativos y omisivos no solo en contra de actos de autoridad, sino también en contra de actos de particulares que actúen como autoridades cuando se reclame o estime la violación de un derecho humano reconocido tanto en la Constitución Mexicana, como en los Tratados Internacionales.

### Perú
En Perú, el amparo está regulado como un proceso constitucional (en el artículo 200 inciso 2 de la Constitución, dentro del Título V: Garantías Constitucionales), y procede contra cualquier autoridad, funcionario, y además contra particulares. Para que el amparo pueda ser utilizado como mecanismo de protección de derechos fundamentales, se tienen que agotar las vías previa (administrativa) y paralela (judicial), salvo ciertas excepciones establecidas en la ley, concretamente en el Código Procesal Constitucional. Así, se considera un amparo residual.

### República Dominicana
En la República Dominicana el amparo se configura como una acción.  Es el derecho de acción que toda persona tiene para reclamar ante los tribunales, por sí o por quien actúe en su nombre, la protección inmediata de sus derechos fundamentales, no protegidos por el habeas corpus, cuando resulten vulnerados o amenazados por la acción u omisión de toda autoridad pública o de particulares, para hacer efectivo el cumplimiento de una ley o acto administrativo, para garantizar los derechos e intereses colectivos y difusos.  De conformidad con la ley el procedimiento es preferente, sumario, oral, público, gratuito y no sujeto a formalidades.

## Debate doctrinario
El amparo es estudiado desde diversas perspectivas jurídicas, a saber:
- Los que se oponen al criterio de que el amparo sea considerado un recurso, sostienen que un recurso se plantea siempre al interior de un proceso; mientras que el amparo no busca corregir malos procedimientos o realizar una correcta interpretación de las normas vigentes dentro de un proceso o litis, sino busca proteger los derechos fundamentales de las personas. Asimismo, para fortalecer esta posición se sostiene que los recursos solo proceden contra autoridades mientras que el amparo procede también contra particulares.

- Sobre la base de lo anteriormente sostenido, en México Fix Zamudio y Jorge Carpizo sostuvieron que es un juicio, en Argentina Sánchez Viamonte, Linares Quintana sostuvieron que es una acción procesal; mientras que, en España se tiene que la mayoría de los procesalistas sostienen que es proceso sustantivo e independiente.

- Por su parte, Bidart Campos indica que hay derechos que protegen otros derechos y se los llama garantías y que entre estas garantías que se constituyen como derechos se encuentra el amparo.

- La posición que el amparo es un derecho está fortalecida en el hecho que se encuentra reconocido en los Tratados de Derechos Humanos; así por ejemplo,  respecto al art. 25.1 de la Convención Americana sobre Derechos Humanos la Corte Interamericana de Derechos Humanos en la Opinión Consultiva 8/87, sostuvo que: “…es una disposición de carácter general que recoge la institución procesal del amparo, entendido como el procedimiento judicial sencillo y breve que tiene por objeto la tutela de todos los derechos reconocidos por las constituciones y leyes de los Estados Partes y por la Convención....”, cuya existencia no solo debe ser formal (en el texto escrito), sino que debe resultar idóneo para proteger los derechos humanos (en la práctica).

- Asimismo el constitucionalista boliviano Boris Wilson Arias López sostuvo en su libro Amparo Constitucional y Habeas corpus que “...se debe indicar que la dificultad de encontrar una definición de amparo y establecer con precisión su naturaleza jurídica y en consecuencia su esencia, surge en razón a que en cada país tiene una amplitud de protección de los derechos y garantía además de procedimientos totalmente diferentes a los de los otros países. Así por ejemplo, en México es casacional y esto es debido a que en la Corte Suprema se concentra tanto el control de constitucionalidad como el de la legalidad; asimismo, en legislaciones que no admiten que el amparo proceda contra resoluciones judiciales, no puede ser un recurso y es en estos países en los cuales el amparo sobre todo se configura como un proceso”.